# جف گرانت
 جف گرانت (انگلیسی: Geoff Grant؛ زاده ۱۶ ژانویه ۱۹۷۰) یک تنیس‌باز اهل ایالات متحده آمریکا است.